# 郭仲选
郭仲选（1919年—2008年），号魁举，笔名仲巽之，男，汉族，山东苍山人，中华人民共和国政治人物、书法家，曾任中国书法家协会理事，浙江省文史研究馆馆长，杭州市政协副主席。